# Trận Mullaitivu (2009)

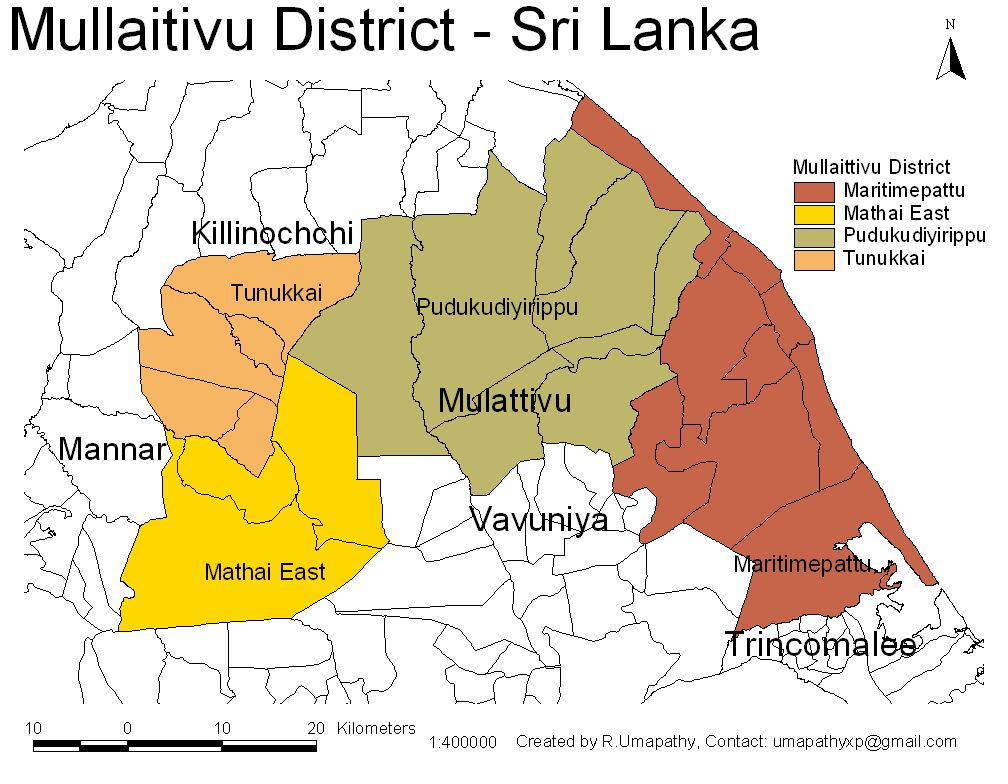
Bản đồ chi tiết Huyện Mullaitivu

Trận Mullaitivu là một trận đánh trên bộ giữa quân đội Sri Lanka và Những con Hổ giải phóng Tamil (Hổ Tamil) để giành quyền kiểm soát thị trấn Mullaitivu trong Mặt trận phía Bắc của Chiến tranh Eelam IV thuộc Nội chiến Sri Lanka. Thị trấn Mullaitivu là phòng tuyến sau cùng của Hổ Tamil. Chính phủ tuyên bố vào ngày 25 tháng 1 năm 2009 rằng quân đội đã vào thị trấn và đang củng cố các vị trí của mình.
Không quân Sri Lanka đã tấn công các vị trí của Hổ Tamil trong và xung quanh Mullaitivu vài ngày trước khi quân đội chính phủ tiến vào thị trấn. Sau trận Kilinochchi, khi quân đội Sri Lanka chiếm được thành lũy Kilinochchi của Hổ Tamil, Bộ Quốc phòng tuyên bố rằng mục tiêu tiếp theo của quân đội là Mullaitivu và trận chiến "đã bắt đầu". Trước đó, Không quân Sri Lanka đã rải các tờ truyền đơn ở thị trấn, thúc giục dân chúng lánh nạn đến những "khu vực an toàn" do chính phủ kiểm soát. Chính phủ cũng đình chỉ tất cả các công việc hành chính dân sự ngày 23 tháng 1 để cho phép công chức rời khỏi khu vực. Quân đội thiết lập một "khu an toàn" 32 cây số bên trong chiến khu cho dân thường thoát thân. Các cơ quan viện trợ độc lập ghi nhận khoảng 230.000 dân thường bên trong khu vực chiến tranh xung quanh thành phố phía Bắc.

## Hoàn cảnh
Bộ Quốc phòng Sri Lanka nói quân đội đã giáng "một đòn quyết định" vào phiến quân qua việc chiếm đóng khu vực chiến lược Đèo Tượng ngày 9/1, 2009. Việc mất kiểm soát khu vực cửa ngõ này là thiệt hại trong một loạt các thất bại của Hổ Tamil, vốn đã chiến đấu từ năm 1972 để đòi quyền thành lập một quốc gia riêng cho người thiểu số Tamil.
Lãnh tụ Hổ Tamil, Velupillai Prabhakaran, trong một bài diễn văn đọc trên đài phát thanh vào cuối năm 2008 khẳng định sẽ tiếp tục chiến đấu, và lực lựơng du kích của ông ta đã từng làm tiêu tan hy vọng chiến thắng của quân chính phủ trước đây. Thủ đô chính trị của Hổ Tamil ở Kilinochchi bị tràn ngập vào đầu tháng 1 năm 2009 và phiến quân sau kéo về cố thủ trong khu vực quanh thị trấn Mullaitivu ở vùng bờ biển phía Đông Bắc Sri Lanka.

## Oanh tạc phòng tuyến sau cùng của Hổ Tamil
Ngày 11 tháng 1 năm 2009, quân đội chính phủ Sri Lanka mở ra các cuộc không tập nhắm vào các vị trí trong phòng tuyến sau cùng của Hổ Tamil sau khi đã đẩy họ ra khỏi các cứ địa chiếm đóng từ lâu nay. Trực thăng võ trang hỗ trợ bộ binh tiến sâu hơn vào vùng rừng rậm Mullaitivu, nơi phiến quân Hổ Tamil đã rút về cố thủ, theo lời một viên chức quân sự. Tuy với việc thành phần phiến quân có vẻ sắp bị đánh bại, vị thiếu tướng chỉ huy mặt trận Kilinochchi nói các đơn vị dưới quyền ông sau đó tiến vào vùng rừng rậm Mullaitivu để "truy lùng" Velupillai Prabhakaran.
Quân đội Sri Lanka chiếm được các phi đạo mà phiến quân Hổ Tamil từng dùng để mở ra các phi vụ oanh tạc bất ngờ, dùng các phi cơ cánh quạt nhỏ được tháo ra từng mảnh để chuyển vào vùng phiến quân chiếm đóng và ráp lại sau đó. Cũng theo nguồn tin này, quân chính phủ cũng tìm thấy xác 11 phiến quân bị giết trong các cuộc giao tranh quanh Mullattivu sau khi họ chiếm được một căn cứ Hổ Tamil bị bỏ trống.

## Quân chính phủ chiếm cứ điểm sau cùng của phiến quân
Ngày 25-1, quân đội chính phủ Sri Lanka chiếm được cứ điểm quan trọng sau cùng của phiến quân Hổ Tamil ở phía Bắc. Đây là chiến thắng khiến những tay súng còn lại của Hổ Tamil bị dồn vào một khu vực rừng rậm mà họ vẫn còn kiểm soát. Người dân Sri Lanka ở thủ đô Colombo bày tỏ sự vui mừng bằng cách đốt pháo và bấm còi xe trên đường phố khi nghe tin, như họ đã làm vài lần trong tháng qua khi quân đội tái chiếm các khu vực do phiến quân kiểm soát.
Trong khi các trận đánh lớn coi như đã chấm dứt, các phân tích gia quân sự cho rằng quân đội vẫn còn nhiều khó khăn trước mặt trong nỗ lực tiêu diệt hoàn toàn phiến quân, vốn đang ẩn náu trong các khu rừng giữa hàng trăm ngàn người dân phải rời bỏ nhà cửa đi lánh nạn. Việc chiếm đóng thị trấn Mullaittivu diễn ra chỉ ba tuần sau khi quân đội chính phủ đánh bật phiến quân khỏi thủ đô chính trị của họ ở Kilinochchi và buộc phiến quân phải rút khỏi một vùng lãnh thổ rộng lớn từ trước đến nay vẫn coi như là quốc gia Hổ Tamil ở về phía Bắc Sri Lanka.
"Quân chính phủ Sri Lanka hoàn toàn chiếm đóng cứ địa Mullaittivu hôm nay," Trung tướng Sarath Fonseka, tham mưu trưởng quân đội, nói trong một bài diễn văn được truyền hình khắp nước. Tướng Fonseka nói rằng cuộc nội chiến kéo dài đã 25 năm nay coi như 95% chấm dứt và kêu gọi thanh niên hãy tình nguyện nhập ngũ để giúp quân đội hoàn tất nhiệm vụ còn lại.
Cựu tham mưu trưởng quân đội Sri Lanka, Tướng Jerry de Silva nói rằng "vẫn còn nhiều việc phải làm." Ông nói phiến quân Hổ Tamil sẽ sử dụng chiến thuật du kích, ở cả trong rừng rậm cũng như ở thành phố. Những cánh rừng dày đặc ở phía bắc nơi phiến quân ẩn náu sẽ khiến cho việc yểm trợ của trực thăng võ trang không được hiệu quả.
Các tổ chức nhân quyền trong lúc này bày tỏ sự lo ngại về sự an toàn của thường dân đang sống trong vùng do phiến quân kiểm soát. Các nhóm này đã từng cáo buộc phiến quân là không để cho thường dân chạy khỏi vùng giao tranh. Vào cuối tháng 1-2009, phía chính phủ loan báo một khu vực rộng 35 cây số vuông sẽ được coi là vùng an toàn để dân chạy về đó lánh nạn. Tuy nhiên, các giới chức y tế địa phương cáo buộc quân chính phủ bắn vào một ngôi làng và một bệnh viện trong vùng an toàn, khiến ít nhất 30 người chết và hơn 100 bị thương. Phía chính phủ bác bỏ lời cáo buộc này.